# Mr. Bungle (Album)
Mr. Bungle ist das Debütalbum der US-amerikanischen Band Mr. Bungle. Es wurde am 13. August 1991 veröffentlicht.

## Geschichte
Bereits 1986 hatte die Band, stilistisch noch sehr am Metal orientiert, die Demoaufnahme The Raging Wrath of the Easter Bunny veröffentlicht. Nach mehreren Umbesetzungen mit anschließenden Stiländerungen – so wurden unter anderem Ska- und Swing-Einflüsse in die Musik aufgenommen – veröffentlichte sie schließlich 1991 das erste reguläre Studioalbum Mr. Bungle über Warner Bros. Records. Einige Lieder auf diesem Album waren bereits seit dem zwei Jahre zuvor veröffentlichten letzten Demoband OU818 bekannt.

## Stil und Rezeption
Auf Mr. Bungle ist wie auch auf späteren Veröffentlichungen, vor allem Disco Volante, bereits eine Vielzahl von Stileinflüssen zu hören. Ruhige, von Keyboards untermalte Passagen wechseln hier abrupt mit Funk-, Dub- und Metalszenen, die durch das breite Gesangsspektrum von Mike Patton untermalt werden. Dazwischen finden sich einige Audiosequenzen wie etwa Filmausschnitte.
Verglichen wird die Musik dieses Albums unter anderem mit den frühen Red Hot Chili Peppers, vor allem jedoch wird es oft als „anstrengend“ und schwer zugänglich bezeichnet. Trotz dieser Wertung bekam das Album überwiegend positive Kritiken; Allmusic etwa vergab 4,5 von 5 Sternen.

## Titelliste
1. Quote Unquote (6:56)
2. Slowly Growing Deaf (6:59)
3. Squeeze Me Macaroni (5:38)
4. Carousel (5:13)
5. Egg (10:38)
6. Stubb (a Dub) (7:19)
7. My Ass Is on Fire (7:47)
8. The Girls of Porn (6:42)
9. Love Is a Fist (6:01)
10. Dead Goon (10:02)

## Trivia
In dem Stück The Girls of Porn sind Ausschnitte aus dem Film Sharon’s Sex Party zu hören, in dem unter anderem auch der Name Mr. Bungle verwendet wird.